# Persone di nome Enrico
| Questa pagina contiene informazioni ricavate automaticamente dalle voci biografiche con l'ausilio del template Bio e di un bot. L'aggiornamento è periodico e automatico e ricostruisce completamente la pagina. Se manca una persona in questa lista, sei pregato di non aggiungerla, ma accertati piuttosto che la sua voce biografica contenga il template Bio e che i dati anagrafici siano correttamente compilati. Se il template Bio manca, inseriscilo tu stesso o, in alternativa, metti l'avviso {{tmp\|Bio}} che ne segnala la mancanza. Se i dati riportati sono sbagliati, correggi direttamente la voce biografica; le modifiche saranno visibili in questa lista entro pochi giorni. Per chiarimenti vedi il progetto antroponimi. La lista contiene solo le 1.350 persone che sono citate nell'enciclopedia e per le quali è stato implementato correttamente il template Bio. Pagina aggiornata al 6 ago 2025. |

Questa è una lista di persone presenti nell'enciclopedia che hanno il nome Enrico, suddivise per attività principale.

## Abati(3)
- Enrico di Marcy, abate, vescovo e cardinale francese (Castello di Marcy - Arras, † 1188)
- Enrico di Blois, abate e vescovo cattolico normanno (Blois, n. 1100 - Winchester, † 1171)
- Enrico Sanclemente, abate e numismatico italiano (Cremona, n. 1732 - Cremona, † 1815)

## Agronomi(2)
- Enrico Baldini, agronomo italiano (Firenze, n. 1925 - Bologna, † 2023)
- Enrico Scalini, agronomo, imprenditore e politico italiano (Dongo, n. 1857 - Milano, † 1946)

## Allenatori di calcio(22)
- Enrico Annoni, allenatore di calcio e ex calciatore italiano (Giussano, n. 1966)
- Enrico Bastiani, allenatore di calcio e ex calciatore italiano (Livorno, n. 1938)
- Enrico Boniforti, allenatore di calcio e calciatore italiano (Saronno, n. 1917 - Saronno, † 1991)
- Enrico Buonocore, allenatore di calcio e ex calciatore italiano (Ischia, n. 1971)
- Enrico Burlando, allenatore di calcio e ex calciatore italiano (La Spezia, n. 1944)
- Enrico Carpitelli, allenatore di calcio italiano (Livorno, n. 1909)
- Enrico Catuzzi, allenatore di calcio e calciatore italiano (Parma, n. 1946 - Fidenza, † 2006)
- Enrico Colombari, allenatore di calcio e calciatore italiano (La Spezia, n. 1905 - Pisa, † 1983)
- Enrico Crotti, allenatore di calcio e calciatore italiano (Novara, n. 1893 - Milano, † 1954)
- Enrico Fabbro, allenatore di calcio italiano (Roma, n. 1959)
- Enrico Fantini, allenatore di calcio e ex calciatore italiano (Cuneo, n. 1976)
- Enrico Kern, allenatore di calcio e ex calciatore tedesco (Schlema, n. 1979)
- Enrico Lanzi, allenatore di calcio e calciatore italiano (Spessa, n. 1953 - † 2025)
- Enrico Maaßen, allenatore di calcio e ex calciatore tedesco (Wismar, n. 1984)
- Enrico Migliavacca, allenatore di calcio e calciatore italiano (Pinerolo, n. 1901 - La Plata, † 1979)
- Enrico Nicolini, allenatore di calcio, dirigente sportivo e ex calciatore italiano (Genova, n. 1955)
- Enrico Pagliari, allenatore di calcio e ex calciatore italiano (Moscazzano, n. 1935)
- Enrico Patti, allenatore di calcio, dirigente sportivo e calciatore italiano (Novara, n. 1896 - Novara, † 1973)
- Enrico Piccioni, allenatore di calcio e ex calciatore italiano (San Benedetto del Tronto, n. 1961)
- Enrico Pionetti, allenatore di calcio e ex calciatore italiano (Parma, n. 1955)
- Enrico Radio, allenatore di calcio, dirigente sportivo e calciatore italiano (Trieste, n. 1920 - Trieste, † 2012)
- Enrico Schirinzi, allenatore di calcio e ex calciatore svizzero (Berna, n. 1984)

## Allenatori di calcio a 5(1)
- Enrico Cocco, allenatore di calcio a 5 e ex giocatore di calcio a 5 italiano (Monserrato, n. 1974)

## Allenatori di ginnastica(1)
- Enrico Casella, allenatore di ginnastica artistica e ex rugbista a 15 italiano (Brescia, n. 1957)

## Allenatori di hockey su pista(1)
- Enrico Mariotti, allenatore di hockey su pista e ex hockeista su pista italiano (Grosseto, n. 1969)

## Allenatori di pallanuoto(1)
- Enrico Gerbò, allenatore di pallanuoto italiano (Genova, n. 1952)

## Allenatori di pattinaggio(1)
- Enrico Fabris, allenatore di pattinaggio e ex pattinatore italiano (Roana, n. 1981)

## Alpinisti(1)
- Enrico Rosso, alpinista italiano (Biella, n. 1961)

## Ammiragli(5)
- Enrico Accinni, ammiraglio e politico italiano (Napoli, n. 1838 - Roma, † 1904)
- Enrico Accorretti, ammiraglio e aviatore italiano (Macerata, n. 1888 - Roma, † 1978)
- Enrico Credendino, ammiraglio italiano (Torino, n. 1963)
- Enrico Di Brocchetti, ammiraglio e politico italiano (Napoli, n. 1817 - Torre del Greco, † 1885)
- Enrico Pescatore, ammiraglio italiano († 1230)

## Anarchici(2)
- Enrico Arrigoni, anarchico italiano (Pozzuolo Martesana, n. 1894 - † 1986)
- Enrico Zambonini, anarchico italiano (Villa Minozzo, n. 1893 - Reggio nell'Emilia, † 1944)

## Animatori(2)
- Enrico Casarosa, animatore, sceneggiatore e regista italiano (Genova, n. 1971)
- Enrico Macchiavello, animatore, artista e illustratore italiano (Genova, n. 1974)

## Antropologi(1)
- Enrico Comba, antropologo e storico delle religioni italiano (Pinerolo, n. 1956 - Saluzzo, † 2020)

## Archeologi(5)
- Enrico Atzeni, archeologo italiano (Cagliari, n. 1927 - † 2023)
- Enrico Benelli, archeologo e etruscologo italiano (Roma, n. 1967)
- Enrico Bianchetti, archeologo, storico e fotografo italiano (Domodossola, n. 1834 - Ornavasso, † 1894)
- Enrico Maionica, archeologo e epigrafista italiano (Trieste, n. 1853 - Trieste, † 1916)
- Enrico Paribeni, archeologo italiano (Roma, n. 1911 - San Casciano in Val di Pesa, † 1993)

## Architetti(11)
- Orfeo Amadò, architetto svizzero (Lugano, n. 1908 - † 1979)
- Paolo Emilio André, architetto italiano (Firenze, n. 1877 - Firenze, † 1939)
- Enrico Castiglioni, architetto, pittore e scultore italiano (Busto Arsizio, n. 1914 - Busto Arsizio, † 2000)
- Enrico Combi, architetto e ingegnere italiano (Milano, n. 1832 - Milano, † 1906)
- Enrico Del Debbio, architetto italiano (Carrara, n. 1891 - Roma, † 1973)
- Enrico Dante Fantappiè, architetto italiano (Firenze, n. 1869 - Firenze, † 1951)
- Enrico Lattes, architetto italiano (Pitigliano, n. 1904 - Rignano Flaminio, † 1934)
- Enrico Marconi, architetto italiano (Roma, n. 1792 - Varsavia, † 1863)
- Enrico Peressutti, architetto, urbanista e designer italiano (Pinzano al Tagliamento, n. 1908 - Milano, † 1976)
- Enrico Terzaghi, architetto italiano (n. 1803 - † 1886)
- Enrico Zuccalli, architetto svizzero (Roveredo, n. 1642 - Monaco di Baviera, † 1724)

## Archivisti(2)
- Enrico Frati, archivista italiano (Bologna, n. 1816 - Bologna, † 1892)
- Enrico Scarabelli Zunti, archivista e storiografo italiano (Parma, n. 1808 - Parma, † 1893)

## Arcivescovi(3)
- Enrico Bindi, arcivescovo e letterato italiano (Pistoia, n. 1812 - Pistoia, † 1876)
- Enrico I di Treviri, arcivescovo tedesco († 964)
- Enrico II di Guisa, arcivescovo francese (Parigi, n. 1614 - Parigi, † 1664)

## Arcivescovi cattolici(12)
- Enrico Bartoletti, arcivescovo cattolico italiano (Calenzano, n. 1916 - Roma, † 1976)
- Enrico Carfagnini, arcivescovo cattolico italiano (Scanno, n. 1823 - Aversa, † 1904)
- Enrico Cerasolo, arcivescovo cattolico italiano (Taranto, † 1274)
- Enrico de Dominicis, arcivescovo cattolico italiano (Avellino, n. 1828 - Amalfi, † 1908)
- Enrico I da Settala, arcivescovo cattolico italiano (Brebbia, † 1230)
- Enrico di Francia, arcivescovo cattolico francese (n. 1121 - † 1175)
- Enrico I di Magonza, arcivescovo cattolico tedesco (Negenborn, † 1153)
- Enrico Manfredini, arcivescovo cattolico italiano (Suzzara, n. 1922 - Bologna, † 1983)
- Enrico Masseroni, arcivescovo cattolico italiano (Borgomanero, n. 1939 - Moncrivello, † 2019)
- Enrico Montalbetti, arcivescovo cattolico italiano (Venezia, n. 1888 - Annà di Melito di Porto Salvo, † 1943)
- Enrico Nicodemo, arcivescovo cattolico italiano (Tortorella, n. 1906 - Bari, † 1973)
- Enrico Benedetto Stuart, arcivescovo cattolico, cardinale e militare britannico (Roma, n. 1725 - Frascati, † 1807)

## Armatori(1)
- Gianni Scerni, armatore, dirigente sportivo e imprenditore italiano (Rapallo, n. 1943)

## Arrangiatori(1)
- Chicco Santulli, arrangiatore, chitarrista e compositore italiano (Milano, n. 1958)

## Artisti(1)
- Enrico Job, artista, scenografo e scrittore italiano (Napoli, n. 1934 - Roma, † 2008)

## Astronomi(1)
- Enrico Colzani, astronomo italiano

## Attivisti(2)
- Enrico Griffith, attivista italiano (Parma, n. 1906 - Napoli, † 1930)
- Enrico Peyretti, attivista e saggista italiano (Torino, n. 1935)

## Attori(26)
- Harry Bellaver, attore statunitense (Hillsboro, n. 1905 - Nyack, † 1993)
- Enrico Bertorelli, attore e doppiatore italiano (Barge, n. 1943 - Milano, † 2020)
- Enrico Colantoni, attore canadese (Toronto, n. 1963)
- Enrico Di Troia, attore e doppiatore italiano (Roma, n. 1959)
- Enrico Dusio, attore italiano (Torino, n. 1971)
- Enrico Gallina, attore italiano (Venezia, n. 1854 - Trieste, † 1929)
- Enrico Glori, attore italiano (Napoli, n. 1901 - Roma, † 1966)
- Enrico Ianniello, attore, scrittore e regista teatrale italiano (Caserta, n. 1970)
- Enrico Lo Verso, attore italiano (Palermo, n. 1964)
- Enrico Luzi, attore e doppiatore italiano (Trieste, n. 1919 - Roma, † 2011)
- Enrico Maisto, attore italiano
- Enrico Marciani, attore italiano (Roma, n. 1908 - Roma, † 2001)
- Enrico Montesano, attore, conduttore televisivo e cantante italiano (Roma, n. 1945)
- Enrico Mutti, attore italiano (Loano, n. 1962)
- Enrico Oetiker, attore italiano (Roma, n. 1991)
- Enrico Olivieri, attore italiano (Torino, n. 1939 - Messico, † 2022)
- Enrico Ostermann, attore italiano (Trieste, n. 1925 - Roma, † 2000)
- Enrico Pallini, attore e doppiatore italiano (Roma, n. 1963)
- Enrico Papa, attore italiano (Desenzano del Garda, n. 1945)
- Enrico Rame, attore italiano (Olgiate Olona, n. 1918 - New York, † 1986)
- Enrico Roma, attore, regista e critico cinematografico italiano (Roma, n. 1888 - Roma, † 1941)
- Enrico Maria Salerno, attore, doppiatore e regista italiano (Milano, n. 1926 - Roma, † 1994)
- Enrico Salimbeni, attore italiano (Castelnovo ne' Monti, n. 1965)
- Enrico Silvestrin, attore, conduttore radiofonico e conduttore televisivo italiano (Roma, n. 1972)
- Venantino Venantini, attore italiano (Fabriano, n. 1930 - Viterbo, † 2018)
- Enrico Viarisio, attore italiano (Torino, n. 1897 - Roma, † 1967)

## Attori teatrali(3)
- Enrico Belli-Blanes, attore teatrale italiano (Foligno, n. 1844 - Viù, † 1903)
- Enrico Gemelli, attore teatrale e commediografo italiano (Sant'Agata Martesana, n. 1841 - Torino, † 1926)
- Enrico Reinach, attore teatrale italiano (Torino, n. 1851 - Lanzo d'Intelvi, † 1929)

## Autori di videogiochi(1)
- Enrico Colombini, autore di videogiochi e informatico italiano (Brescia, n. 1953)

## Autori televisivi(1)
- Enrico Vaime, autore televisivo, scrittore e drammaturgo italiano (Perugia, n. 1936 - Roma, † 2021)

## Aviatori(6)
- Enrico Cobioni, aviatore svizzero (Tavannes, n. 1881 - La Chaux-de-Fonds, † 1912)
- Enrico Comani, aviatore italiano (Roma, n. 1906 - Oceano Atlantico, † 1938)
- Enrico Cottino, aviatore italiano (Torino, n. 1894 - Porto Corsini, † 1917)
- Enrico Degli Incerti, aviatore e militare italiano (San Martino in Rio, n. 1909 - Rimini, † 1938)
- Enrico Gadda, aviatore e militare italiano (Milano, n. 1896 - San Pietro in Gu, † 1918)
- Enrico Pezzi, aviatore e generale italiano (Collevecchio, n. 1897 - Čertkovo, † 1942)

## Avvocati(14)
- Enrico Benetti, avvocato e politico italiano (Godega di Sant'Urbano, n. 1902)
- Enrico Berlinguer, avvocato e politico italiano (Sassari, n. 1850 - Sassari, † 1915)
- Enrico Bocci, avvocato, partigiano e antifascista italiano (Fabriano, n. 1896 - † 1944)
- Enrico Carboni, avvocato e politico italiano (Cagliari, n. 1906 - Oristano, † 1993)
- Enrico Cavaglià, avvocato e giurista italiano (Torino, n. 1857 - Torino, † 1938)
- Enrico Celio, avvocato, politico e giornalista svizzero (Quinto, n. 1889 - Lugano, † 1980)
- Enrico De Seta, avvocato e politico italiano (Belvedere Marittimo, n. 1841 - Catanzaro, † 1929)
- Enrico Forzati, avvocato e militare italiano (Napoli, n. 1905 - Nola, † 1943)
- Enrico Golinelli, avvocato e politico italiano (Civitanova Marche, n. 1848 - Bologna, † 1911)
- Enrico Malintoppi, avvocato e politico italiano (Falerone, n. 1893 - † 1981)
- Enrico Misley, avvocato e patriota italiano (Modena, n. 1801 - Barcellona, † 1863)
- Enrico Nan, avvocato e politico italiano (Pietra Ligure, n. 1953)
- Enrico Pini, avvocato, dirigente d'azienda e politico italiano (Bologna, n. 1851 - Praduro e Sasso, † 1928)
- Enrico San Martino Valperga, avvocato, dirigente d'azienda e politico italiano (Torino, n. 1863 - Roma, † 1947)

## Banchieri(6)
- Enrico Braggiotti, banchiere italiano (Zonguldak, n. 1923 - Monte Carlo, † 2019)
- Enrico Cernuschi, banchiere, patriota e collezionista d'arte italiano (Milano, n. 1821 - Mentone, † 1896)
- Enrico Tommaso Cucchiani, banchiere e dirigente d'azienda italiano (Milano, n. 1950)
- Enrico Cuccia, banchiere italiano (Roma, n. 1907 - Milano, † 2000)
- Enrico Paolo Salem, banchiere e politico italiano (Trieste, n. 1884 - † 1948)
- Enrico degli Scrovegni, banchiere, politico e mecenate italiano (Padova - Venezia)

## Baritoni(4)
- Enrico Crivelli, baritono e basso-baritono italiano (Brescia, n. 1820 - Milano)
- Enrico Delle Sedie, baritono italiano (Livorno, n. 1824 - La Garenne-Colombes, † 1907)
- Enrico Molinari, baritono italiano (Venezia, n. 1882 - Milano, † 1956)
- Enrico Nani, baritono italiano (Parma, n. 1872 - Roma, † 1940)

## Bassi-baritoni(1)
- Enrico Campi, basso-baritono italiano (Genova, n. 1919 - Milano, † 1976)

## Bassisti(1)
- Enrico Fagnoni, bassista italiano (Milano, n. 1963)

## Batteristi(1)
- Enrico Lucchini, batterista italiano (Bagnella, n. 1934 - Omegna, † 1999)

## Bibliografi(1)
- Enrico Narducci, bibliografo e bibliotecario italiano (Roma, n. 1832 - Roma, † 1893)

## Bibliotecari(1)
- Enrico Carusi, bibliotecario italiano (Pollutri, n. 1878 - Città del Vaticano, † 1945)

## Blogger(1)
- Enrico Tamburini, blogger e conduttore televisivo italiano (Udine, n. 1980)

## Bobbisti(4)
- Enrico Airoldi, bobbista italiano (Cesano Maderno, n. 1923 - Castellanza, † 1994)
- Enrico Costa, bobbista italiano (n. 1971)
- Enrico De Lorenzo, bobbista italiano (Utrecht, n. 1933 - Tai di Cadore, † 2021)
- Enrico Kühn, bobbista tedesco (Bad Langensalza, n. 1977)

## Botanici(1)
- Enrico Carano, botanico italiano (Gioia del Colle, n. 1877 - Gioia del Colle, † 1943)

## Canoisti(1)
- Enrico Lazzarotto, ex canoista italiano (Bassano del Grappa, n. 1973)

## Canottieri(5)
- Rico Bianchi, canottiere svizzero (Chur, n. 1930 - † 2025)
- Enrico Bruna, canottiere italiano (Venezia, n. 1880 - Venezia, † 1921)
- Enrico D'Aniello, canottiere italiano (Castellammare di Stabia, n. 1995)
- Enrico Garzelli, canottiere italiano (Livorno, n. 1909 - † 1992)
- Enrico Ruberti, canottiere italiano (Varese, n. 1914 - Opera, † 1985)

## Cantanti(7)
- Enrico De Angelis, cantante e imprenditore italiano (Roma, n. 1920 - Milano, † 2018)
- Enrico Demma, cantante e attore teatrale italiano (n. 1890 - † 1975)
- Jimmy Fontana, cantante, compositore e attore italiano (Camerino, n. 1934 - Roma, † 2013)
- Enrico Gentile, cantante italiano (Palermo, n. 1921 - † 2012)
- Enrico Macias, cantante algerino (Costantina, n. 1938)
- Riki Maiocchi, cantante italiano (Milano, n. 1940 - Milano, † 2004)
- Enrico Musiani, cantante italiano (Livorno, n. 1937 - Castana, † 2024)

## Cantautori(10)
- Enrico Boccadoro, cantautore italiano (Roma, n. 1974 - Roma, † 2017)
- Enrico Capuano, cantautore italiano (Roma, n. 1964)
- Erriquez, cantautore, chitarrista e produttore discografico italiano (Firenze, n. 1960 - Fiesole, † 2021)
- Enrico Giaretta, cantautore italiano (Latina, n. 1970)
- Enrico Lisei, cantautore italiano (Genova, n. 1961)
- Enrico Nascimbeni, cantautore, giornalista e scrittore italiano (Verona, n. 1956 - Milano, † 2019)
- Enrico Nigiotti, cantautore e chitarrista italiano (Livorno, n. 1987)
- Enrico Ruggeri, cantautore, conduttore radiofonico e conduttore televisivo italiano (Milano, n. 1957)
- Enrico Sognato, cantautore, compositore e chitarrista italiano (Roma, n. 1969)
- Enrico Thiébat, cantautore, cabarettista e scultore italiano (Aosta, n. 1949 - Verrayes, † 1992)

## Cardinali(12)
- Enrico Beaufort, cardinale e vescovo cattolico inglese (Beaufort - Winchester, † 1447)
- Enrico Caetani, cardinale e patriarca cattolico italiano (Sermoneta, n. 1550 - Roma, † 1599)
- Enrico Dante, cardinale, arcivescovo cattolico e teologo italiano (Roma, n. 1884 - Roma, † 1967)
- Enrico da Susa, cardinale francese (Susa - † 1271)
- Enrico I del Portogallo, cardinale, sovrano e arcivescovo cattolico portoghese (Lisbona, n. 1512 - Almeirim, † 1580)
- Enrico Enriquez, cardinale e arcivescovo cattolico italiano (Campi Salentina, n. 1701 - Ravenna, † 1756)
- Enrico Feroci, cardinale e arcivescovo cattolico italiano (Pizzoli, n. 1940)
- Enrico Gasparri, cardinale e arcivescovo cattolico italiano (Ussita, n. 1871 - Roma, † 1946)
- Enrico Minutolo, cardinale e arcivescovo cattolico italiano (Napoli - Bologna, † 1412)
- Enrico Orfei, cardinale e arcivescovo cattolico italiano (Orvieto, n. 1800 - Ravenna, † 1870)
- Enrico Rampini, cardinale e arcivescovo cattolico italiano (Sant'Aloisio - Roma, † 1450)
- Enrico Sibilia, cardinale e arcivescovo cattolico italiano (Anagni, n. 1861 - Anagni, † 1948)

## Cestisti(9)
- Enrico Bovone, cestista italiano (Novi Ligure, n. 1946 - Sovicille, † 2001)
- Enrico Burini, ex cestista italiano (Livorno, n. 1976)
- Enrico Castelli, cestista e dirigente sportivo italiano (Milano, n. 1909 - Milano, † 1983)
- Enrico Garbosi, cestista e allenatore di pallacanestro italiano (Venezia, n. 1916 - Varese, † 1973)
- Enrico Ghione, cestista italiano (Moncalieri, n. 1990)
- Enrico Gilardi, ex cestista italiano (Roma, n. 1957)
- Enrico Lana, ex cestista italiano (Milano, n. 1958)
- Enrico Pagani, cestista italiano (Shanghai, n. 1929 - Milano, † 1998)
- Enrico Ravaglia, cestista italiano (Castel San Pietro Terme, n. 1976 - Piacenza, † 1999)

## Chimici(3)
- Enrico Purgotti, chimico italiano (Perugia, n. 1835 - † 1882)
- Enrico Rimini, chimico italiano (Bozzolo, n. 1874 - Arquata Scrivia, † 1917)
- Enrico Rizzarelli, chimico italiano (Catania, n. 1943)

## Chirurghi(2)
- Enrico Bottini, chirurgo e politico italiano (Stradella, n. 1835 - Sanremo, † 1903)
- Enrico Burci, chirurgo italiano (Firenze, n. 1862 - Firenze, † 1933)

## Chitarristi(2)
- Enrico Ciacci, chitarrista e compositore italiano (Tivoli, n. 1942 - Roma, † 2018)
- Henri Crolla, chitarrista italiano (Napoli, n. 1920 - Suresnes, † 1960)

## Ciclisti su strada(17)
- Enrico Barbin, ex ciclista su strada italiano (Treviglio, n. 1990)
- Enrico Battaglin, ex ciclista su strada italiano (Marostica, n. 1989)
- Enrico Brusoni, ciclista su strada e pistard italiano (Arezzo, n. 1878 - Bergamo, † 1949)
- Enrico Cassani, ex ciclista su strada italiano (Melzo, n. 1972)
- Enrico Degano, ex ciclista su strada italiano (Gorizia, n. 1976)
- Enrico Galleschi, ex ciclista su strada italiano (Casciana Terme, n. 1963)
- Enrico Grimani, ex ciclista su strada italiano (Civitavecchia, n. 1964)
- Enrico Mara, ciclista su strada italiano (Busto Arsizio, n. 1912 - Busto Arsizio, † 1979)
- Enrico Massignan, ex ciclista su strada italiano (Valmarana, n. 1941)
- Enrico Mollo, ciclista su strada italiano (Torino, n. 1913 - Moncalieri, † 1992)
- Enrico Paolini, ciclista su strada e dirigente sportivo italiano (Pesaro, n. 1945 - San Costanzo, † 2025)
- Enrico Rossi, ex ciclista su strada e pistard italiano (Cesena, n. 1982)
- Enrico Sala, ciclista su strada italiano (Milano, n. 1891 - Milano, † 1979)
- Enrico Salvador, ex ciclista su strada italiano (Vittorio Veneto, n. 1994)
- Enrico Verde, ciclista su strada italiano (Fresonara, n. 1892 - Bosco Marengo, † 1949)
- Enrico Zaina, ex ciclista su strada italiano (Brescia, n. 1967)
- Enrico Zanoncello, ciclista su strada e pistard italiano (Isola della Scala, n. 1997)

## Ciclocrossisti(1)
- Enrico Franzoi, ciclocrossista, ciclista su strada e mountain biker italiano (Venezia, n. 1982)

## Clavicembalisti(1)
- Enrico Baiano, clavicembalista italiano (Napoli, n. 1960)

## Comici(3)
- Enrico Bertolino, comico, cabarettista e conduttore televisivo italiano (Milano, n. 1960)
- Enrico Beruschi, comico, cabarettista e attore italiano (Milano, n. 1941)
- Enrico Brignano, comico, cabarettista e showman italiano (Roma, n. 1966)

## Compositori(15)
- Enrico Bassi, compositore e musicista italiano (n. 1967)
- Enrico Buonafede, compositore e direttore d'orchestra italiano (Napoli, n. 1920 - Napoli, † 1987)
- Enrico Buondonno, compositore e organista italiano (Gragnano, n. 1912 - Nocera Superiore, † 2002)
- Enrico Cagna Cabiati, compositore, arrangiatore e pianista italiano (Milano, n. 1912 - Città del Messico, † 1972)
- Enrico Cremonesi, compositore e arrangiatore italiano (Milano, n. 1969)
- Enrico de Leva, compositore e pianista italiano (Napoli, n. 1867 - Napoli, † 1955)
- Enrico Euron, compositore e arpista italiano (Castagnole delle Lanze)
- Enrico Radesca, compositore e organista italiano (Foggia - Torino, † 1625)
- Enrico Renna, compositore italiano (Salento, n. 1952)
- Enrico XXIV di Reuss-Köstritz, compositore tedesco (Trzebiechów, n. 1855 - Ernstbrunn, † 1910)
- Enrico Riccardi, compositore, paroliere e cantautore italiano (Tortona, n. 1934 - Aglientu, † 2019)
- Enrico Sabena, compositore italiano (Cuneo, n. 1969)
- Enrico Salines, compositore italiano (La Spezia, n. 1911 - La Spezia, † 2003)
- Enrico Sarria, compositore italiano (Napoli, n. 1836 - Napoli, † 1883)
- Enrico Toselli, compositore italiano (Firenze, n. 1883 - Firenze, † 1926)

## Condottieri(5)
- Enrico Aliprandi, condottiero italiano
- Enrico I di Brabante, condottiero tedesco (Lovanio, n. 1165 - Colonia, † 1235)
- Enrico degli Obodriti, condottiero obodrita (n. 1049 - † 1127)
- Enrico di Guisa, condottiero francese (Joinville, n. 1550 - Castello di Blois, † 1588)
- Enrico II di Rohan, condottiero francese (Blain, n. 1579 - Königsfelden, † 1638)

## Conduttori radiofonici(1)
- Enrico Stinchelli, conduttore radiofonico e regista teatrale italiano (Roma, n. 1960)

## Conduttori televisivi(1)
- Enrico Papi, conduttore televisivo e autore televisivo italiano (Roma, n. 1965)

## Contrabbassisti(1)
- Enrico Fazio, contrabbassista e compositore italiano (Torino, n. 1956)

## Cosmografi(1)
- Enrico Martínez, cosmografo e editore spagnolo (Messico, † 1632)

## Costumisti(2)
- Enrico Rufini, costumista e scenografo italiano (n. 1933 - Ascoli Piceno, † 2007)
- Enrico Sabbatini, costumista italiano (Spoleto, n. 1932 - Ouarzazate, † 1998)

## Criminali(2)
- Enrico Mariotti, criminale italiano (Roma, n. 1940)
- Enrico Pranzini, criminale francese (Alessandria d'Egitto, n. 1856 - Parigi, † 1887)

## Criminologi(1)
- Enrico Ferri, criminologo, politico e giornalista italiano (San Benedetto Po, n. 1856 - Roma, † 1929)

## Critici cinematografici(3)
- Enrico Ghezzi, critico cinematografico, scrittore e autore televisivo italiano (Lovere, n. 1952)
- Enrico Giacovelli, critico cinematografico e scrittore italiano (Torino, n. 1958)
- Enrico Lancia, critico cinematografico e storico del cinema italiano (Messina, n. 1932)

## Critici d'arte(3)
- Enrico Calandra, critico d'arte, storico dell'arte e storico dell'architettura italiano (Caltanissetta, n. 1877 - Roma, † 1946)
- Enrico Piceni, critico d'arte, critico teatrale e traduttore italiano (Milano, n. 1901 - Milano, † 1986)
- Enrico Somaré, critico d'arte, gallerista e poeta italiano (Travedona, n. 1889 - Milano, † 1953)

## Critici letterari(3)
- Enrico Ghidetti, critico letterario italiano (Firenze, n. 1940)
- Enrico Thovez, critico letterario, poeta e pittore italiano (Torino, n. 1869 - Torino, † 1925)
- Enrico Emilio Ximenes, critico letterario e saggista italiano (Palermo, n. 1857 - Milano, † 1923)

## Cuochi(1)
- Enrico Bartolini, cuoco e imprenditore italiano (Pescia, n. 1979)

## Danzatori(1)
- Enrico Cecchetti, ballerino, coreografo e insegnante italiano (Roma, n. 1850 - Milano, † 1928)

## Designer(2)
- Enrico Azzimonti, designer italiano (Busto Arsizio, n. 1966)
- Enrico Fumia, designer italiano (Torino, n. 1948)

## Diplomatici(8)
- Enrico Aillaud, diplomatico e ambasciatore italiano (Roma, n. 1911 - Roma, † 2004)
- Enrico Anzilotti, diplomatico italiano (Firenze, n. 1898 - Uzzano, † 1983)
- Enrico Calamai, diplomatico italiano (Roma, n. 1945)
- Enrico Cerulli, diplomatico e linguista italiano (Napoli, n. 1898 - Roma, † 1988)
- Enrico VII di Reuss-Köstritz, diplomatico tedesco (Klipphausen, n. 1825 - Trzebiechów, † 1906)
- Enrico Guastone Belcredi, diplomatico italiano (Torino, n. 1907 - Golferenzo, † 2002)
- Enrico Hartneid del Liechtenstein, diplomatico liechtensteinese (Velké Losiny, n. 1920 - Grabs, † 1993)
- Heinrich von Calice, diplomatico e nobile austriaco (Gorizia, n. 1831 - San Pietro, † 1912)

## Direttori d'orchestra(4)
- Enrico Bevignani, direttore d'orchestra, compositore e impresario teatrale italiano (Napoli, n. 1841 - Napoli, † 1903)
- Enrico De Mori, direttore d'orchestra italiano (Roanne, n. 1930 - Verona, † 2016)
- Enrico Fagone, direttore d'orchestra e contrabbassista italiano
- Enrico Onofri, direttore d'orchestra italiano (Ravenna, n. 1967)

## Direttori della fotografia(1)
- Enrico Lucidi, direttore della fotografia italiano (Fratta Todina, n. 1944)

## Direttori di banda(1)
- Enrico Sabatini, direttore di banda e compositore italiano (Roccaraso, n. 1894 - Borgosesia, † 1961)

## Direttori di coro(1)
- Enrico Miaroma, direttore di coro, compositore e pianista italiano (Trento, n. 1962)

## Dirigenti d'azienda(5)
- Enrico Bondi, dirigente d'azienda italiano (Arezzo, n. 1934)
- Enrico Marchesano, dirigente d'azienda italiano (Palermo, n. 1894 - Padova, † 1967)
- Enrico Pontremoli, dirigente d'azienda, imprenditore e ingegnere italiano (Vercelli, n. 1855 - Milano, † 1928)
- Chicco Testa, dirigente d'azienda e ex politico italiano (Bergamo, n. 1952)
- Enrico Vita, dirigente d'azienda italiano (n. 1969)

## Dirigenti sportivi(12)
- Enrico Ceccato, dirigente sportivo e ex rugbista a 15 italiano (Treviso, n. 1986)
- Enrico Craveri, dirigente sportivo italiano (Torino, n. 1886 - Torino, † 1960)
- Enrico Dall'Era, dirigente sportivo, arbitro di calcio e calciatore italiano (Brescia, n. 1897)
- Enrico Gasparotto, dirigente sportivo e ex ciclista su strada italiano (Sacile, n. 1982)
- Enrico Maggioni, dirigente sportivo e ex ciclista su strada italiano (Missaglia, n. 1946)
- Enrico Martellini, dirigente sportivo italiano (Vinci, n. 1923 - † 2008)
- Enrico Pavanello, dirigente sportivo e arbitro di pallacanestro italiano (Padova, n. 1924 - Padova, † 2016)
- Enrico Piombini, dirigente sportivo italiano (Bagnacavallo, n. 1947)
- Enrico Poitschke, dirigente sportivo e ex ciclista su strada tedesco (Görlitz, n. 1969)
- Enrico Triscornia, dirigente sportivo e calciatore italiano (Carrara, n. 1891 - Piacenza, † 1974)
- Enrico Vella, dirigente sportivo, allenatore di calcio e ex calciatore italiano (Genova, n. 1957)
- Enrico Vinci, dirigente sportivo italiano (Messina, n. 1915 - Messina, † 2002)

## Discoboli(1)
- Enrico Saccomano, discobolo italiano (San Daniele del Friuli, n. 2001)

## Disegnatori(1)
- Enrico De Seta, disegnatore, illustratore e pittore italiano (Catania, n. 1908 - Roma, † 2008)

## Doppiatori(2)
- Enrico Carabelli, doppiatore, direttore del doppiaggio e attore teatrale italiano (Barni, n. 1943 - Milano, † 1997)
- Enrico Maggi, doppiatore e attore teatrale italiano (Bergamo, n. 1950)

## Drammaturghi(5)
- Enrico Bassano, commediografo, critico teatrale e giornalista italiano (Genova, n. 1899 - Genova, † 1979)
- Enrico Bernard, drammaturgo, regista e italianista italiano (Roma, n. 1955)
- Enrico Cavacchioli, commediografo, giornalista e poeta italiano (Pozzallo, n. 1885 - Milano, † 1954)
- Enrico D'Alessandro, commediografo, regista teatrale e critico teatrale italiano (Iseo, n. 1921 - Milano, † 2010)
- Enrico Fulchignoni, commediografo, regista e sceneggiatore italiano (Messina, n. 1913 - Parigi, † 1988)

## Driver ippici(1)
- Enrico Bellei, driver italiano (Firenze, n. 1963)

## Economisti(4)
- Enrico Giovannini, economista e statistico italiano (Roma, n. 1957)
- Enrico Laghi, economista, funzionario e dirigente d'azienda italiano (Roma, n. 1969)
- Enrico Leone, economista e giornalista italiano (Pietramelara, n. 1875 - Napoli, † 1940)
- Enrico Micheli, economista, scrittore e politico italiano (Terni, n. 1938 - Terni, † 2011)

## Editori(3)
- Enrico Bemporad, editore italiano (Firenze, n. 1868 - Firenze, † 1944)
- Enrico Dall'Oglio, editore italiano (Imola, n. 1900 - Milano, † 1966)
- Enrico Mistretta, editore, diplomatico e funzionario italiano (Roma, n. 1939)

## Entomologi(1)
- Enrico Quajat, entomologo italiano (Venezia, n. 1848 - Padova, † 1914)

## Esploratori(3)
- Enrico Baudi di Vesme, esploratore italiano (Torino, n. 1857 - † 1931)
- Enrico il Navigatore, esploratore portoghese (Porto, n. 1394 - Sagres, † 1460)
- Henri de Tonti, esploratore italiano (Gaeta, n. 1646 - Mobile, † 1704)

## Etologi(1)
- Enrico Alleva, etologo italiano (Roma, n. 1953)

## Fantini(2)
- Enrico Camici, fantino italiano (Barbaricina, n. 1912 - Pisa, † 1991)
- Enrico Viti, fantino italiano (Montalcino, n. 1909 - Siena, † 1984)

## Filologi(1)
- Enrico Rostagno, filologo classico e latinista italiano (Saluzzo, n. 1860 - Bari, † 1942)

## Filosofi(7)
- Enrico Berti, filosofo italiano (Valeggio sul Mincio, n. 1935 - Padova, † 2022)
- Enrico Caporali, filosofo italiano (Como, n. 1838 - Todi, † 1918)
- Enrico Castelli, filosofo italiano (Torino, n. 1900 - Roma, † 1977)
- Enrico di Gorkum, filosofo, teologo e docente olandese (Gorinchem, n. 1378 - Colonia, † 1431)
- Enrico di Gand, filosofo fiammingo (Gand - Tournai, † 1293)
- Enrico Opocher, filosofo e giurista italiano (Treviso, n. 1914 - Padova, † 2004)
- Enrico Ruta, filosofo italiano (Belmonte Castello, n. 1869 - Napoli, † 1939)

## Fisici(5)
- Enrico Boggio Lera, fisico e matematico italiano (Bardonecchia, n. 1862 - Catania, † 1956)
- Enrico Fermi, fisico italiano (Roma, n. 1901 - Chicago, † 1954)
- Enrico Giannetto, fisico e filosofo italiano (Messina, n. 1958)
- Enrico Medi, fisico e politico italiano (Porto Recanati, n. 1911 - Roma, † 1974)
- Enrico Persico, fisico italiano (Roma, n. 1900 - Roma, † 1969)

## Fisiologi(1)
- Enrico Sertoli, fisiologo italiano (Sondrio, n. 1842 - Sondrio, † 1910)

## Fondisti(2)
- Enrico Colli, fondista italiano (Cortina d'Ampezzo, n. 1896 - Cortina d'Ampezzo, † 1982)
- Enrico Nizzi, ex fondista italiano (Cavalese, n. 1990)

## Fotografi(9)
- Enrico Del Torso, fotografo italiano (Trieste, n. 1876 - Udine, † 1955)
- Enrico Federico Jest, fotografo italiano
- Enrico Martino, fotografo e giornalista italiano (Torino, n. 1948)
- Enrico Pasquali, fotografo italiano (Castel Guelfo di Bologna, n. 1923 - Bologna, † 2004)
- Enrico Pedrotti, fotografo italiano (Trento, n. 1905 - Bolzano, † 1965)
- Enrico Peyrot, fotografo italiano (Aosta, n. 1950)
- Enrico Sarsini, fotografo italiano (Roma, n. 1938)
- Enrico Seffer, fotografo italiano (Palermo, n. 1839 - Palermo, † 1919)
- Enrico Van Lint, fotografo italiano (Pisa, n. 1808 - Pisa, † 1884)

## Francescani(1)
- Enrico Alfieri, francescano italiano (Asti, n. 1315 - Ravenna, † 1405)

## Francesisti(1)
- Enrico Guaraldo, francesista italiano (Torino, n. 1946 - Roma, † 2013)

## Fumettisti(3)
- Enrico Bagnoli, fumettista e illustratore italiano (Milano, n. 1925 - † 2012)
- Enrico Faccini, fumettista italiano (Santa Margherita Ligure, n. 1962)
- Enrico Marini, fumettista italiano (n. 1969)

## Funzionari(1)
- Enrico Vezzalini, prefetto italiano (Ceneselli, n. 1904 - Novara, † 1945)

## Generali(25)
- Enrico Adami Rossi, generale italiano (Cagliari, n. 1880 - Roma, † 1963)
- Enrico Asinari di San Marzano, generale e politico italiano (Livorno, n. 1869 - Roma, † 1938)
- Enrico Bazan, generale e politico italiano (Palermo, n. 1864 - Roma, † 1947)
- Massimiliano Bocchiardo di San Vitale, generale italiano (Pinerolo, n. 1805 - Alessandria, † 1856)
- Enrico Bonessa, generale e ingegnere italiano (Cefalù, n. 1891 - Roma, † 1983)
- Enrico Boscardi, generale italiano (Torino, n. 1878 - † 1960)
- Enrico Caviglia, generale e politico italiano (Finale Ligure, n. 1862 - Finale Ligure, † 1945)
- Enrico Cerale, generale italiano (Dieppe, n. 1804 - Urago d'Oglio, † 1873)
- Enrico Fardella, generale e politico italiano (Trapani, n. 1821 - Trapani, † 1892)
- Enrico Francisci, generale italiano (Montemurlo, n. 1884 - Campobello di Licata, † 1943)
- Enrico Frattini, generale italiano (Napoli, n. 1891 - Roma, † 1980)
- Enrico Riziero Galvaligi, generale italiano (Solbiate Arno, n. 1920 - Roma, † 1980)
- Enrico Gotti, generale italiano (Torino, n. 1867 - Drashovicë, † 1920)
- Enrico di Lorena-Harcourt, generale francese (Pagny-le-Château, n. 1601 - Abbazia di Royaumont, † 1666)
- Enrico Lugli, generale italiano (Roma, n. 1889 - Roma, † 1967)
- Enrico Milliet di Faverges, generale e nobile italiano (Challes-les-Eaux, n. 1775 - † 1839)
- Enrico Mino, generale italiano (Esino Lario, n. 1915 - Girifalco, † 1977)
- Enrico Augusto de la Motte Fouqué, generale tedesco (L'Aia, n. 1698 - Brandeburgo sulla Havel, † 1774)
- Enrico Nassau, Lord Auverquerque, generale olandese (L'Aia, n. 1640 - Roeselare, † 1708)
- Enrico Palandri, generale italiano (Firenze, n. 1896 - † 1969)
- Enrico Pitassi Mannella, generale italiano (Cerignola, n. 1882 - Roma, † 1948)
- Enrico Rocchi, generale italiano (Roma, n. 1850 - Roma, † 1933)
- Enrico di Schomberg, generale francese (Parigi, n. 1575 - Bordeaux, † 1632)
- Enrico Tellini, generale italiano (Castelnuovo di Garfagnana, n. 1871 - Giannina, † 1923)
- Enrico Matteo von Thurn-Valsassina, generale ceco (Lipnice, n. 1567 - Pärnu, † 1640)

## Genetisti(1)
- Enrico Avanzi, genetista e agronomo italiano (Soiano del Lago, n. 1888 - Pisa, † 1974)

## Geografi(2)
- Enrico Frassi, geografo italiano (Como, n. 1836 - Como, † 1903)
- Enrico Martello, geografo e cartografo tedesco

## Geologi(2)
- Enrico Bonatti, geologo italiano (Roma, n. 1936)
- Enrico Fossa Mancini, geologo italiano (Jesi, n. 1884 - La Plata, † 1950)

## Gesuiti(2)
- Enrico Rosa, gesuita, scrittore e giornalista italiano (Selve Marcone, n. 1870 - Roma, † 1938)
- Enrico Walpole, gesuita inglese (Docking, n. 1558 - York, † 1595)

## Ginnasti(1)
- Enrico Pozzo, ex ginnasta italiano (Biella, n. 1981)

## Giocatori di beach volley(1)
- Enrico Rossi, giocatore di beach volley italiano (n. 1993)

## Giocatori di calcio a 5(1)
- Enrico Pantaleoni, giocatore di calcio a 5 italiano (Treviso, n. 1982)

## Giocatori di curling(3)
- Enrico Alberti, giocatore di curling italiano (Cortina d'Ampezzo, n. 1947)
- Enrico Fumagalli, ex giocatore di curling italiano
- Rico Simen, giocatore di curling svizzero (n. 1962 - † 2019)

## Giocatori di football americano(1)
- Enrico Martini, ex giocatore di football americano e allenatore di football americano tedesco (Elsterwerda, n. 1988)

## Giocatori di softball(1)
- Enrico Obletter, giocatore di softball e dirigente sportivo australiano (Sydney, n. 1959 - L'Aquila, † 2021)

## Giocolieri(1)
- Enrico Rastelli, giocoliere italiano (Samara, n. 1897 - Bergamo, † 1931)

## Giornalisti(33)
- Enrico Alderotti, giornalista e scrittore italiano (La Spezia, n. 1935 - Chiavari, † 2008)
- Enrico Ameri, giornalista italiano (Lucca, n. 1926 - Albano Laziale, † 2004)
- Enrico Arosio, giornalista, germanista e traduttore italiano (Milano, n. 1957)
- Enrico Bellavia, giornalista e saggista italiano (Palermo, n. 1965)
- Enrico Benedetto, giornalista e pastore protestante italiano (Torino, n. 1956)
- Enrico Benzing, giornalista e ingegnere italiano (Milano, n. 1932)
- Enrico Bignami, giornalista e politico italiano (Lodi, n. 1844 - Lugano, † 1921)
- Nico Cereghini, giornalista e pilota motociclistico italiano (Casargo, n. 1948)
- Enrico Cisnetto, editorialista, economista e conduttore televisivo italiano (Genova, n. 1955)
- Enrico Deaglio, giornalista e conduttore televisivo italiano (Torino, n. 1947)
- Enrico Deregibus, giornalista, scrittore e direttore artistico italiano (Casale Monferrato, n. 1967)
- Enrico Fierro, giornalista e scrittore italiano (Avellino, n. 1951 - Roma, † 2021)
- Enrico Filippini, giornalista e traduttore svizzero (Locarno, n. 1932 - Roma, † 1988)
- Enrico Franceschini, giornalista e scrittore italiano (Bologna, n. 1956)
- Enrico Gianeri, giornalista e disegnatore italiano (Firenze, n. 1900 - Torino, † 1984)
- Enrico Gurioli, giornalista e scrittore italiano (Marradi, n. 1948)
- Enrico Lucci, giornalista e personaggio televisivo italiano (Velletri, n. 1964)
- Enrico Magrelli, giornalista, critico cinematografico e autore televisivo italiano (Cascia, n. 1953)
- Enrico Manca, giornalista e politico italiano (Roma, n. 1931 - Roma, † 2011)
- Enrico Mastracchi, giornalista, sindacalista e politico italiano (Catanzaro, n. 1881 - Roma, † 1945)
- Enrico Mattei, giornalista italiano (Roma, n. 1902 - Roma, † 1987)
- Enrico Mentana, giornalista, autore televisivo e conduttore televisivo italiano (Milano, n. 1955)
- Enrico Montazio, giornalista italiano (Portico di Romagna, n. 1816 - Firenze, † 1886)
- Enrico Nistri, giornalista, storico e scrittore italiano (Firenze, n. 1953)
- Enrico Pirondini, giornalista italiano (Gonzaga, n. 1949)
- Enrico Reposi, giornalista, scrittore e poeta italiano (Alessandria, n. 1913 - Alessandria, † 1959)
- Enrico Rocca, giornalista, scrittore e traduttore italiano (Gorizia, n. 1895 - Roma, † 1944)
- Enrico Rondoni, giornalista italiano (Napoli, n. 1953)
- Enrico Serretta, giornalista, romanziere e commediografo italiano (Palermo, n. 1881 - Milano, † 1939)
- Enrico Varriale, giornalista e conduttore televisivo italiano (Napoli, n. 1960)
- Enrico Zuppi, giornalista e fotografo italiano (Roma, n. 1909 - Roma, † 1992)
- Enrico De Angelis, giornalista italiano (Bolzano, n. 1948)
- Enrico de Boccard, giornalista, scrittore e agente segreto italiano (Roma, n. 1921 - Roma, † 1988)

## Giuristi(14)
- Enrico Agileo, giurista francese (Bois-le-Duc, n. 1533 - † 1595)
- Enrico Allorio, giurista italiano (Vercelli, n. 1914 - Milano, † 1994)
- Enrico Altavilla, giurista italiano (Aversa, n. 1883 - Napoli, † 1968)
- Enrico Besta, giurista e storico italiano (Tresivio, n. 1874 - Milano, † 1952)
- Enrico Catellani, giurista italiano (Padova, n. 1856 - Padova, † 1945)
- Enrico Cenni, giurista, storico e letterato italiano (Vallo della Lucania, n. 1825 - Napoli, † 1903)
- Enrico Cimbali, giurista italiano (Bronte, n. 1855 - Messina, † 1887)
- Enrico Corali, giurista italiano (Trescore Balneario, n. 1964)
- Enrico Gabrielli, giurista italiano (Roma, n. 1956)
- Enrico Guicciardi, giurista e avvocato italiano (Novara, n. 1909 - † 1970)
- Enrico Tullio Liebman, giurista italiano (Leopoli, n. 1903 - Milano, † 1986)
- Enrico Pessina, giurista, filosofo e politico italiano (Napoli, n. 1828 - Napoli, † 1916)
- Enrico Presutti, giurista e politico italiano (Perugia, n. 1870 - † 1949)
- Enrico Redenti, giurista italiano (Parma, n. 1883 - Parma, † 1963)

## Grecisti(1)
- Enrico Turolla, grecista, latinista e bizantinista italiano (Venezia, n. 1896 - Venezia, † 1985)

## Hockeisti su ghiaccio(7)
- Enrico Bacher, hockeista su ghiaccio italiano (Ponte Gardena, n. 1940 - Ponte Gardena, † 2021)
- Enrico Benedetti, hockeista su ghiaccio italiano (Cortina d'Ampezzo, n. 1940 - † 1996)
- Enrico Calcaterra, hockeista su ghiaccio e dirigente sportivo italiano (Milano, n. 1905 - † 1994)
- Enrico Chelodi, hockeista su ghiaccio italiano (Cavalese, n. 1982)
- Enrico Dorigatti, ex hockeista su ghiaccio italiano (Bolzano, n. 1979)
- Enrico Malacarne, hockeista su ghiaccio italiano (Mortara, n. 1984)
- Enrico Miglioranzi, hockeista su ghiaccio italiano (Padova, n. 1991)

## Hockeisti su pista(1)
- Enrico Bernardini, ex hockeista su pista e allenatore di hockey su pista italiano (n. 1963)

## Imperatori(1)
- Enrico di Fiandra, imperatore (Valenciennes - Tessalonica, † 1216)

## Imprenditori(26)
- Enrico dell'Acqua, imprenditore italiano (Abbiategrasso, n. 1851 - Milano, † 1910)
- Enrico Baleri, imprenditore, designer e progettista italiano (Albino, n. 1942 - Piazza Brembana, † 2025)
- Enrico Befani, imprenditore italiano (Prato, n. 1910 - Prato, † 1968)
- Enrico Marone Cinzano, imprenditore e dirigente sportivo italiano (Torino, n. 1895 - Ginevra, † 1968)
- Enrico Cravero, imprenditore italiano (Pinerolo, n. 1836 - Genova, † 1905)
- Enrico Falck, imprenditore, politico e antifascista italiano (Lecco, n. 1899 - Milano, † 1953)
- Enrico Falck, imprenditore e ingegnere francese (Cernay, n. 1828 - Laorca, † 1878)
- Enrico Felli, imprenditore e politico italiano (Castellanza, n. 1879 - Seriate, † 1963)
- Enrico Gasperini, imprenditore italiano (Cesena, n. 1962 - Milano, † 2015)
- Enrico Ghella, imprenditore italiano (Roma, n. 1951)
- Enrico Guzzini, imprenditore italiano (Recanati, n. 1863 - Recanati, † 1948)
- Enrico Loccioni, imprenditore italiano (Serra San Quirico, n. 1949)
- Enrico Longinotti, imprenditore e dirigente sportivo italiano (Firenze, n. 1912 - Firenze, † 1979)
- Enrico Lucherini, imprenditore italiano (Roma, n. 1932 - Roma, † 2025)
- Enrico Mantovani, imprenditore e dirigente sportivo italiano (Genova, n. 1962)
- Enrico Mattei, imprenditore, partigiano e politico italiano (Acqualagna, n. 1906 - Bascapè, † 1962)
- Enrico Mylius, imprenditore, banchiere e filantropo tedesco (Francoforte sul Meno, n. 1769 - Milano, † 1854)
- Enrico Nicoletti, imprenditore e criminale italiano (Monte San Giovanni Campano, n. 1936 - Roma, † 2020)
- Enrico Olivetti, imprenditore e dirigente sportivo italiano (Milano, † 1965)
- Enrico Pecci, imprenditore italiano (Prato, n. 1910 - Barbados, † 1988)
- Enrico Piaggio, imprenditore italiano (Genova, n. 1905 - Montopoli in Val d'Arno, † 1965)
- Enrico Teodoro Pigozzi, imprenditore italiano (Torino, n. 1898 - Parigi, † 1964)
- Enrico Preziosi, imprenditore e dirigente sportivo italiano (Avellino, n. 1948)
- Enrico Ranzanici, imprenditore e dirigente sportivo italiano (Brescia, n. 1924 - Brescia, † 2007)
- Enrico Rovelli, imprenditore italiano (Erba, n. 1944)
- Enrico Salza, imprenditore e banchiere italiano (Torino, n. 1937)

## Incisori(2)
- Enrico Ittar, incisore e architetto italiano (Catania, n. 1773 - † 1850)
- Enrico Majoli, incisore italiano (Pontevico, n. 1937 - Cervia, † 2002)

## Indologi(1)
- Enrico Fasana, indologo italiano (Milano, n. 1940 - Milano, † 2008)

## Ingegneri(10)
- Enrico Bianchini, ingegnere italiano (Robbio, n. 1903 - Firenze, † 1971)
- Enrico Cardile, ingegnere italiano (Arezzo, n. 1975)
- Enrico Carli, ingegnere italiano (Tremezzo, n. 1845 - Milano, † 1898)
- Enrico Cruciani Alibrandi, ingegnere e politico italiano (Roma, n. 1839 - Roma, † 1921)
- Enrico De Angeli, ingegnere italiano (n. 1900 - † 1979)
- Enrico Foti, ingegnere italiano (Riposto, n. 1964)
- Enrico Gualtieri, ingegnere italiano (Modena, n. 1975)
- Enrico Mazzanti, ingegnere e disegnatore italiano (Firenze, n. 1850 - Firenze, † 1910)
- Enrico Mosconi, ingegnere italiano (Milano, n. 1843 - Buenos Aires, † 1910)
- Enrico Volterra, ingegnere italiano (Roma, n. 1905 - Austin, † 1973)

## Insegnanti(1)
- Enrico Carlo Noë, insegnante italiano (Iglau, n. 1835 - Trieste, † 1914)

## Inventori(1)
- Enrico Bernardi, inventore italiano (Verona, n. 1841 - Torino, † 1919)

## Latinisti(1)
- Enrico Cocchia, latinista e filologo classico italiano (Avellino, n. 1859 - Napoli, † 1930)

## Letterati(2)
- Enrico Aristippo, letterato, religioso e traduttore italiano (Palermo, † 1162)
- Arrigo Boito, letterato, librettista e compositore italiano (Padova, n. 1842 - Milano, † 1918)

## Librettisti(1)
- Enrico Golisciani, librettista italiano (Napoli, n. 1848 - Napoli, † 1918)

## Linguisti(2)
- Arrigo Castellani, linguista e filologo italiano (Livorno, n. 1920 - Firenze, † 2004)
- Enrico Quaresima, linguista italiano (Tuenno, n. 1883 - Trento, † 1969)

## Liutai(2)
- Enrico Piretti, liutaio italiano (Bologna, n. 1911 - † 1993)
- Enrico Rocca, liutaio italiano (Torino, n. 1847 - Genova, † 1915)

## Lottatori(1)
- Enrico Porro, lottatore italiano (Lodi Vecchio, n. 1885 - Milano, † 1967)

## Mafiosi(2)
- Enrico Alfano, mafioso italiano (Napoli, n. 1870 - Napoli, † 1940)
- Enrico De Pedis, mafioso italiano (Roma, n. 1954 - Roma, † 1990)

## Magistrati(7)
- Enrico Cefalo, magistrato e politico italiano (Avellino, n. 1838 - Napoli, † 1925)
- Enrico Martuscelli, magistrato, funzionario e politico italiano (Napoli, n. 1836 - Roma, † 1917)
- Enrico Mastrobuono, magistrato e storico italiano (Castellaneta, n. 1896 - Taranto, † 1990)
- Enrico Mazzoccolo, magistrato, giurista e politico italiano (Napoli, n. 1859 - Roma, † 1939)
- Enrico Padiglione, magistrato e politico italiano (Napoli, n. 1865 - Roma, † 1958)
- Enrico Poggi, magistrato e politico italiano (Firenze, n. 1812 - Firenze, † 1890)
- Enrico Tivaroni, magistrato e politico italiano (Zara, n. 1841 - Padova, † 1925)

## Maratoneti(1)
- Enrico Ogliar Badessi, ex maratoneta italiano (n. 1962)

## Martellisti(1)
- Enrico Sgrulletti, ex martellista italiano (Roma, n. 1965)

## Matematici(13)
- Enrico Amaturo, matematico e urbanista italiano (Salerno, n. 1863 - Napoli, † 1946)
- Enrico Arbarello, matematico italiano (Roma, n. 1945)
- Enrico Betti, matematico italiano (Pistoia, n. 1823 - Stibbiolo, † 1892)
- Enrico Bombieri, matematico italiano (Milano, n. 1940)
- Enrico Bompiani, matematico italiano (Roma, n. 1889 - Roma, † 1975)
- Enrico D'Ovidio, matematico e politico italiano (Campobasso, n. 1843 - Torino, † 1933)
- Enrico De Amicis, matematico italiano (n. 1858 - Chiavari, † 1925)
- Enrico Ducci, matematico italiano (Fermo, n. 1864 - Napoli, † 1940)
- Enrico Giusti, matematico e fisico italiano (Priverno, n. 1940 - Firenze, † 2024)
- Enrico Iannelli, matematico italiano (Bari, n. 1957 - Bari, † 2019)
- Enrico Magenes, matematico e partigiano italiano (Milano, n. 1923 - Pavia, † 2010)
- Enrico Montucci, matematico, patriota e filosofo italiano (Berlino, n. 1808 - Parigi, † 1877)
- Enrico Pistolesi, matematico, ingegnere e politico italiano (Firenze, n. 1889 - Pisa, † 1968)

## Medici(6)
- Enrico Arcelli, medico e preparatore atletico italiano (Milano, n. 1940 - Porto Cervo, † 2015)
- Enrico Azzi, medico e politico italiano
- Enrico Coturri, medico e storico italiano (Lucca, n. 1914 - Firenze, † 1999)
- Enrico Garaci, medico italiano (Roma, n. 1942)
- Enrico Greppi, medico italiano (Bologna, n. 1896 - Firenze, † 1969)
- Enrico Reginato, medico e militare italiano (Treviso, n. 1913 - Padova, † 1990)

## Mezzofondisti(2)
- Enrico Brazzale, mezzofondista italiano (Vicenza, n. 1995)
- Enrico Riccobon, mezzofondista italiano (Bolzano, n. 1995)

## Militari(39)
- Enrico Barisone, militare italiano (Zara, n. 1941 - Cagliari, † 2014)
- Enrico Barone, militare, storico e economista italiano (Napoli, n. 1859 - Roma, † 1924)
- Enrico Baroni, militare italiano (Firenze, n. 1892 - Mar Mediterraneo, † 1940)
- Enrico di Beaumont, militare scozzese († 1340)
- Enrico Bertarelli, militare italiano (Susa, n. 1906 - Alto Adriatico, † 1942)
- Enrico Bracchi, ufficiale italiano (Bormio, n. 1898 - Bressanone, † 1973)
- Enrico Bucci, militare e marinaio italiano (San Giuseppe Vesuviano, n. 1912)
- Enrico Calenda, militare italiano (Napoli, n. 1914 - Passo Cinà, † 1941)
- Enrico Carpentieri, militare italiano (Brindisi, n. 1961)
- Enrico Cosenz, militare e politico italiano (Gaeta, n. 1820 - Roma, † 1898)
- Enrico Del Lungo, militare italiano (Pisa, n. 1868 - Firenze, † 1942)
- Enrico Dolci, militare italiano (Todi, n. 1952)
- Enrico II di Montmorency, militare francese (Chantilly, n. 1595 - Tolosa, † 1632)
- Enrico Forlanini, ufficiale, inventore e pioniere dell'aviazione italiano (Milano, n. 1848 - Milano, † 1930)
- Enrico Franchini, militare italiano (Alessandria, n. 1823 - Alessandria, † 1887)
- Enrico Franco, militare italiano (Niscemi, n. 1906 - Torino, † 1941)
- Enrico Gabbana, militare e aviatore italiano (Pordenone, n. 1901 - Socna, † 1926)
- Enrico Giammarco, militare italiano (Sulmona, n. 1896 - Marmarica, † 1940)
- Enrico Gualterio, militare e politico italiano (Orvieto, n. 1843 - Roma, † 1929)
- Enrico Guerriera, militare italiano (Tunisi, n. 1912 - Monte Mare, † 1944)
- Enrico Marescalchi, militare italiano (Casale Monferrato, n. 1916 - † 1996)
- Enrico Martini, militare e partigiano italiano (Mondovì, n. 1911 - Isparta, † 1976)
- Enrico Millo, militare e politico italiano (Chiavari, n. 1865 - Roma, † 1930)
- Enrico Mirti della Valle, militare italiano (Roma, n. 1898 - Roma, † 1968)
- Enrico Morin, militare e politico italiano (Genova, n. 1841 - Forte dei Marmi, † 1910)
- Enrico Muricchio, militare e medico italiano (Portocannone, n. 1910 - Etiopia, † 1936)
- Enrico d'Oncieu de Chaffardon, militare italiano (Chambéry, n. 1875 - Peteano, † 1915)
- Enrico Plantageneto, I duca di Lancaster, militare britannico (Grosmont - Leicester, † 1361)
- Enrico Rampinelli, militare e partigiano italiano (San Giovanni Bianco, n. 1923 - Tegoia, † 1944)
- Enrico Rebeggiani, militare italiano (Chieti, n. 1916 - Ivanowka, † 1942)
- Enrico Reggiani, militare italiano (Milano, n. 1909 - Quota 163,1 di Tscheboratewskj, † 1942)
- Enrico Ricci, militare e politico italiano (Roma, n. 1891 - Forte Capuzzo, † 1940)
- Enrico Santoro, militare italiano (Messina, n. 1898 - Amba Tzellerè, † 1935)
- Enrico Schievano, militare e aviatore italiano (Verona, n. 1913 - Villamajor, † 1937)
- Enrico Scodnik, militare, dirigente d'azienda e politico italiano (Napoli, n. 1866 - Roma, † 1951)
- Enrico Squaglia, militare e aviatore italiano (Lucca, n. 1902 - Azzorre, † 1933)
- Enrico Theodoli, militare e aviatore italiano (Roma, n. 1920 - Dibra, † 1941)
- Enrico Vanzini, militare italiano (Fagnano Olona, n. 1922 - Cittadella, † 2025)
- Enrico Zanotti, militare italiano (Milano, n. 1921 - Campagna italiana di Russia, † 1943)

## Mineralogisti(1)
- Enrico Clerici, mineralogista italiano (Roma, n. 1862 - Roma, † 1938)

## Miniatori(1)
- Enrico da Pisa, miniaturista italiano

## Mistici(1)
- Enrico Suso, mistico e religioso tedesco (Überlingen - Ulma, † 1366)

## Monaci cristiani(1)
- Enrico di Losanna, monaco cristiano e religioso svizzero

## Musicisti(8)
- Enrico Adelelmo Brunetti, musicista e entomologo britannico (n. 1862 - † 1927)
- Enrico Cannio, musicista italiano (Napoli, n. 1874 - Napoli, † 1949)
- Enrico Coniglio, musicista italiano (Venezia, n. 1975)
- Enrico Fink, musicista e scrittore italiano (Firenze, n. 1969)
- Chicco Gussoni, musicista, compositore e arrangiatore italiano (Busto Arsizio, n. 1963)
- Enrico Molaschi, musicista e cantante italiano (Milano, n. 1823 - Milano, † 1911)
- Enrico Petrucci, musicista italiano (Roma, n. 1958)
- Enrico Terragnoli, musicista italiano (Verona, n. 1962)

## Musicologi(2)
- Enrico Careri, musicologo e scrittore italiano (Roma, n. 1960)
- Enrico Fubini, musicologo italiano (Torino, n. 1935)

## Naturalisti(3)
- Enrico Caffi, naturalista e presbitero italiano (San Pellegrino Terme, n. 1866 - Bergamo, † 1948)
- Enrico Festa, naturalista italiano (Moncalieri, n. 1868 - Moncalieri, † 1939)
- Enrico Paglia, naturalista e agronomo italiano (Mantova, n. 1834 - Mantova, † 1889)

## Navigatori(1)
- Enrico Alberto d'Albertis, navigatore, scrittore e etnologo italiano (Voltri, n. 1846 - Genova, † 1932)

## Nuotatori(1)
- Enrico Catalano, nuotatore italiano (Venezia, n. 1983)

## Orafi(1)
- Enrico Fiore, orafo, scultore e pittore italiano (Napoli, n. 1948 - Cittadella, † 2013)

## Orientalisti(1)
- Enrico Gismondi, orientalista italiano (Roma, n. 1850 - Roma, † 1912)

## Pallanuotisti(4)
- Enrico Caruso, pallanuotista italiano (Cosenza, n. 1994)
- Enrico Mammarella, pallanuotista e allenatore di pallanuoto italiano (Pescara, n. 1973)
- Enrico Rossi, pallanuotista, nuotatore e calciatore italiano (Genova, n. 1881 - Castagnevizza del Carso, † 1917)
- Enrico Venier, pallanuotista e nuotatore italiano (Roma, n. 1882 - Roma, † 1934)

## Pallavolisti(3)
- Enrico Cester, pallavolista italiano (Motta di Livenza, n. 1988)
- Enrico Diamantini, pallavolista italiano (Fano, n. 1993)
- Enrico Zappoli, pallavolista brasiliano (Porto Alegre, n. 1995)

## Parolieri(1)
- Enrico Maria Chiappo, paroliere, compositore e editore italiano (Torino, n. 1892 - Torino, † 1961)

## Partigiani(6)
- Enrico Ardù, partigiano e giornalista italiano (Genova, n. 1914 - Roma, † 1985)
- Enrico Bertani, partigiano italiano (Belgirate, n. 1919 - Sarengrad, † 1945)
- Enrico Bonazzi, partigiano, politico e sindacalista italiano (Sala Bolognese, n. 1912 - Bologna, † 2002)
- Enrico Caronti, partigiano italiano (Blevio, n. 1901 - Menaggio, † 1944)
- Enrico Fogliazza, partigiano e politico italiano (Castelleone, n. 1920 - Cremona, † 2013)
- Enrico Serra, partigiano italiano (Imperia, n. 1921 - Gusen, † 1945)

## Pastori protestanti(1)
- Enrico Bosio, pastore protestante e teologo italiano (San Germano Chisone, n. 1850 - Bergamo, † 1935)

## Patriarchi cattolici(2)
- Enrico Comentina, patriarca cattolico e beato italiano (Smirne, † 1345)
- Enrico Dandolo, patriarca cattolico italiano († 1182)

## Patrioti(13)
- Enrico Albanese, patriota e chirurgo italiano (Palermo, n. 1834 - Napoli, † 1889)
- Enrico Bartelloni, patriota italiano (Livorno, n. 1808 - Livorno, † 1849)
- Enrico Besana, patriota e politico italiano (Milano, n. 1813 - Genova, † 1877)
- Enrico Dandolo, patriota italiano (Varese, n. 1827 - Roma, † 1849)
- Enrico Guastalla, patriota italiano (Guastalla, n. 1826 - Milano, † 1903)
- Enrico Martini, patriota e politico italiano (San Bernardino, n. 1818 - San Bernardino, † 1869)
- Enrico Novaria, patriota e militare italiano (Pavia, n. 1839 - battaglia della Bezzecca, † 1866)
- Enrico Eugenio Rechiedei, patriota italiano (Salò, n. 1833 - Palermo, † 1860)
- Enrico Serpieri, patriota, politico e imprenditore italiano (Rimini, n. 1809 - Cagliari, † 1872)
- Enrico Toti, patriota, marinaio e inventore italiano (Roma, n. 1882 - Monfalcone, † 1916)
- Enrico Uziel, patriota italiano (Venezia, n. 1842 - Palermo, † 1860)
- Enrico Matteo Zuzzi, patriota, medico e letterato italiano (Codroipo, n. 1838 - Codroipo, † 1921)
- Enrico del Mercato, patriota e rivoluzionario italiano (Laureana Cilento, n. 1825 - Laureana Cilento, † 1902)

## Pattinatori(1)
- Enrico Perano, pattinatore italiano (Acqui Terme, n. 1960)

## Pattinatori di short track(1)
- Enrico Peretti, ex pattinatore di short track italiano (n. 1961)

## Pattinatori di velocità su ghiaccio(1)
- Enrico Musolino, pattinatore di velocità su ghiaccio italiano (Milano, n. 1928 - Milano, † 2010)

## Pedagogisti(1)
- Enrico Mayer, pedagogista e scrittore italiano (Livorno, n. 1802 - Livorno, † 1877)

## Pentatleti(1)
- Enrico Dell'Amore, pentatleta italiano (Roma, n. 1973)

## Pianisti(6)
- Enrico Intra, pianista, compositore e direttore d'orchestra italiano (Milano, n. 1935)
- Enrico Pace, pianista italiano (Rimini, n. 1967)
- Enrico Palmosi, pianista, arrangiatore e produttore discografico italiano (Cernusco sul Naviglio, n. 1978)
- Enrico Pasini, pianista, organista e compositore italiano (Roma, n. 1935 - Monserrato, † 2022)
- Enrico Pieranunzi, pianista, compositore e arrangiatore italiano (Roma, n. 1949)
- Enrico Simonetti, pianista, compositore e showman italiano (Alassio, n. 1924 - Roma, † 1978)

## Piloti automobilistici(6)
- Enrico Beltracchini, pilota automobilistico italiano (n. 1910)
- Enrico Bertaggia, pilota automobilistico italiano (Noale, n. 1964)
- Enrico Bertone, ex pilota automobilistico italiano (Torino, n. 1958)
- Enrico Nardi, pilota automobilistico e designer italiano (Bologna, n. 1907 - Torino, † 1966)
- Enrico Persiani, pilota automobilistico italiano (Bologna, n. 2006)
- Enrico Toccacelo, pilota automobilistico italiano (Roma, n. 1978)

## Piloti di rally(1)
- Enrico Brazzoli, pilota di rally italiano (Saluzzo, n. 1965)

## Piloti motociclistici(2)
- Enrico Lorenzetti, pilota motociclistico italiano (Roma, n. 1911 - Milano, † 1989)
- Enrico Molari, pilota motociclistico italiano (Cattolica, n. 1929)

## Poeti(12)
- Enrico Bonino, poeta e scrittore italiano (Albissola Marina, n. 1922 - Savona, † 2005)
- Enrico Crespi, poeta e disegnatore italiano (Busto Arsizio, n. 1877 - Sestriere, † 1965)
- Enrico D'Angelo, poeta italiano (Luzzi, n. 1954)
- Enrico il Glichezare, poeta tedesco (Alsazia - Alsazia)
- Enrico Fruch, poeta italiano (Ludaria, n. 1873 - Udine, † 1932)
- Enrico Nencioni, poeta, critico letterario e traduttore italiano (Firenze, n. 1837 - Ardenza, † 1896)
- Enrico Onufrio, poeta, scrittore e giornalista italiano (Palermo, n. 1858 - Erice, † 1885)
- Enrico Panzacchi, poeta, critico d'arte e politico italiano (Ozzano dell'Emilia, n. 1840 - Bologna, † 1904)
- Enrico Pea, poeta, scrittore e drammaturgo italiano (Seravezza, n. 1881 - Forte dei Marmi, † 1958)
- Enrico da Pisa, poeta e presbitero italiano
- Enrico Ricciardi, poeta italiano (Sarnano, n. 1876 - Sarnano, † 1953)
- Enrico Scaravelli, poeta e drammaturgo italiano (Pegognaga, n. 1928 - Genova, † 2018)

## Polistrumentisti(1)
- Enrico Gabrielli, polistrumentista, compositore e arrangiatore italiano (Montevarchi, n. 1976)

## Poliziotti(2)
- Enrico Garau, carabiniere italiano (Sassari, n. 1895 - Bitti, † 1916)
- Enrico Zuddas, carabiniere italiano (Dolianova, n. 1911 - Roma, † 1944)

## Presbiteri(12)
- Enrico Barelli, presbitero, letterato e poeta italiano (Ricengo, n. 1724 - Crema, † 1817)
- Enrico Bigatti, presbitero, educatore e antifascista italiano (Crescenzago, n. 1910 - Inzago, † 1960)
- Enrico Chiavacci, presbitero e teologo italiano (Siena, n. 1926 - Ruffignano, † 2013)
- Enrico Rodolfo Galbiati, presbitero, filologo e bibliotecario italiano (Giussano, n. 1914 - Verano Brianza, † 2004)
- Enrico Mauri, presbitero italiano (Bosisio Parini, n. 1883 - Sestri Levante, † 1967)
- Enrico Morse, presbitero inglese (Brome, n. 1595 - Tyburn, † 1645)
- Enrico Pocognoni, presbitero, partigiano e antifascista italiano (Differdange, n. 1912 - Braccano, † 1944)
- Enrico Rebuschini, presbitero italiano (Gravedona, n. 1860 - Cremona, † 1938)
- Enrico Tazzoli, presbitero e patriota italiano (Canneto sull'Oglio, n. 1812 - Belfiore, † 1852)
- Enrico Vanni, presbitero e giornalista italiano (Riccovolto di Frassinoro, n. 1876 - Ferrara, † 1929)
- Enrico Zoffoli, presbitero e teologo italiano (Marino, n. 1915 - Roma, † 1996)
- Enrico di Rovasenda, presbitero italiano (Torino, n. 1906 - Genova, † 2007)

## Principi(22)
- Enrico I di Borbone-Condé, principe (La Ferté-sous-Jouarre, n. 1552 - Saint-Jean-d'Angély, † 1588)
- Enrico di Cornovaglia, principe inglese (Haughley, n. 1235 - Viterbo, † 1271)
- Enrico di Borbone-Spagna, principe spagnolo (Siviglia, n. 1823 - Leganés, † 1870)
- Enrico Federico del Palatinato, principe tedesco (n. 1614 - † 1629)
- Enrico Borwin II di Meclemburgo, principe tedesco († 1226)
- Enrico Borwin III, principe († 1278)
- Enrico I di Meclemburgo, principe (n. 1230 - † 1302)
- Enrico I di Werle, principe (Saal, † 1291)
- Enrico II di Werle, principe († 1308)
- Enrico XI di Reuss-Greiz, principe (Greiz, n. 1722 - Greiz, † 1800)
- Enrico XIII di Reuss-Greiz, principe (Greiz, n. 1747 - Greiz, † 1817)
- Enrico XIX di Reuss-Greiz, principe (Offenbach am Main, n. 1790 - Greiz, † 1836)
- Enrico XX di Reuss-Greiz, principe (Offenbach am Main, n. 1794 - Greiz, † 1859)
- Enrico XXII di Reuss-Greiz, principe tedesco (Greiz, n. 1846 - Greiz, † 1902)
- Enrico XXIV di Reuss-Greiz, principe tedesco (Greiz, n. 1878 - Greiz, † 1927)
- Enrico LXII di Reuss-Gera, principe (Schleiz, n. 1785 - Gera, † 1854)
- Enrico di Castiglia, principe e mercenario spagnolo (Burgos, n. 1230 - Roa, † 1303)
- Enrico di Trastámara, principe spagnolo (Medina del Campo, n. 1400 - Calatayud, † 1445)
- Enrico di Meclemburgo-Schwerin, principe (Schwerin, n. 1876 - L'Aia, † 1934)
- Enrico Federico Stuart, principe britannico (Stirling, n. 1594 - St. James's, † 1612)
- Enrico III Giulio di Borbone-Condé, principe francese (Parigi, n. 1643 - Parigi, † 1709)
- Enrico Carlo di Borbone-Parma, principe italiano (Parma, n. 1851 - Mentone, † 1905)

## Produttori cinematografici(3)
- Enrico Bomba, produttore cinematografico, regista e direttore del doppiaggio italiano (Amatrice, n. 1922 - Roma, † 1995)
- Enrico Coletti, produttore cinematografico, regista e sceneggiatore italiano (Roma, n. 1961)
- Enrico Venti, produttore cinematografico, attore e conduttore radiofonico italiano (Chieti, n. 1978)

## Psichiatri(1)
- Enrico Morselli, psichiatra e antropologo italiano (Modena, n. 1852 - Genova, † 1929)

## Psicologi(1)
- Enrico Molinari, psicologo e psicoterapeuta italiano (Piacenza, n. 1951)

## Rapper(1)
- Hard Rico, rapper ceco (Ostrava, n. 2002)

## Registi(16)
- Enrico Maria Artale, regista e sceneggiatore italiano (Roma, n. 1984)
- Enrico Audenino, regista e sceneggiatore italiano (Torino, n. 1981)
- Enrico Caria, regista, scrittore e giornalista italiano (Roma, n. 1957)
- Enrico Castiglione, regista, scenografo e direttore artistico italiano (Roma, n. 1969)
- Enrico Colosimo, regista e sceneggiatore italiano (Catanzaro, n. 1921 - Roma, † 2002)
- Enrico Compagnoni, regista, giornalista e scrittore italiano (Roma, n. 1950)
- Enrico Gras, regista e sceneggiatore italiano (Genova, n. 1919 - Roma, † 1981)
- Enrico Guazzoni, regista e pittore italiano (Roma, n. 1876 - Roma, † 1949)
- Enrico Iannaccone, regista, sceneggiatore e compositore italiano (Napoli, n. 1989)
- Enrico Lando, regista e sceneggiatore italiano (Padova, n. 1966)
- Enrico Lantelme, regista italiano (Pinerolo, n. 1952)
- Enrico Masi, regista cinematografico italiano (Valsamoggia, n. 1983)
- Enrico Morosini, regista e attore italiano
- Enrico Pau, regista italiano (Cagliari, n. 1956)
- Enrico Pitzianti, regista italiano (Cagliari, n. 1961)
- Enrico Rimoldi, regista italiano (n. 1960)

## Rugbisti a 15(8)
- Enrico Allevi, rugbista a 15 italiano
- Enrico Bacchin, ex rugbista a 15 italiano (San Donà di Piave, n. 1992)
- Enrico Ceccato, ex rugbista a 15 italiano (Venezia, n. 1986)
- Enrico Francescato, rugbista a 15 italiano (Treviso, n. 1993)
- Ricky Januarie, rugbista a 15 sudafricano (Hopefield, n. 1982)
- Enrico Pavanello, ex rugbista a 15 italiano (Montebelluna, n. 1980)
- Enrico Pessina, ex rugbista a 15 e scrittore italiano (Milano, n. 1954)
- Enrico Targa, ex rugbista a 15 italiano (Padova, n. 1990)

## Saggisti(2)
- Enrico Carnevale Schianca, saggista italiano (Gambolò, n. 1943 - Milano, † 2020)
- Enrico Terrinoni, saggista e traduttore italiano (Gorizia, n. 1976)

## Scacchisti(1)
- Enrico Paoli, scacchista e compositore di scacchi italiano (Trieste, n. 1908 - Reggio Emilia, † 2005)

## Sceneggiatori(4)
- Enrico Colombo, sceneggiatore e produttore cinematografico italiano (Milano, n. 1929 - Roma, † 2012)
- Enrico Medioli, sceneggiatore italiano (Parma, n. 1925 - Orvieto, † 2017)
- Enrico Oldoini, sceneggiatore e regista italiano (La Spezia, n. 1946 - Roma, † 2023)
- Enrico Vanzina, sceneggiatore, produttore cinematografico e scrittore italiano (Roma, n. 1949)

## Scenografi(3)
- Enrico Bagnoli, scenografo e regista italiano (n. 1963)
- Enrico Tovaglieri, scenografo italiano (Somma Lombardo - Somma Lombardo, † 2014)
- Enrico Verdozzi, scenografo italiano

## Schermidori(3)
- Enrico Berrè, schermidore italiano (Roma, n. 1992)
- Enrico Garozzo, schermidore italiano (Catania, n. 1989)
- Enrico Piatti, schermidore italiano (Vercelli, n. 2002)

## Sciatori alpini(2)
- Enrico Demetz, ex sciatore alpino italiano (Santa Cristina Valgardena, n. 1946)
- Enrico Senoner, ex sciatore alpino italiano (n. 1940)

## Sciatori nautici(1)
- Enrico Guggiari, sciatore nautico e pilota di rally italiano (n. 1947)

## Scienziati(1)
- Enrico Pucci, scienziato italiano (Lucca, n. 1848 - Firenze, † 1891)

## Scrittori(28)
- Enrico Brizzi, scrittore italiano (Bologna, n. 1974)
- Enrico Bruzzi, scrittore italiano (Prato, n. 1867 - Prato, † 1953)
- Enrico Annibale Butti, scrittore e drammaturgo italiano (Milano, n. 1868 - Milano, † 1912)
- Enrico Camanni, scrittore, giornalista e alpinista italiano (Torino, n. 1957)
- Enrico Cardile, scrittore, poeta e giornalista italiano (Messina, n. 1883 - Siracusa, † 1951)
- Enrico Castelnuovo, scrittore italiano (Firenze, n. 1839 - Venezia, † 1915)
- Enrico Corradini, scrittore e politico italiano (Samminiatello, n. 1865 - Roma, † 1931)
- Enrico Costa, scrittore e giornalista italiano (Sassari, n. 1841 - Sassari, † 1909)
- Erri De Luca, scrittore, giornalista e poeta italiano (Napoli, n. 1950)
- Enrico Elia, scrittore e militare italiano (Trieste, n. 1891 - Cormons, † 1915)
- Enrico Emanuelli, scrittore e giornalista italiano (Novara, n. 1909 - Milano, † 1967)
- Enrico Falqui, scrittore e critico letterario italiano (Frattamaggiore, n. 1901 - Roma, † 1974)
- Enrico Fovanna, scrittore e giornalista italiano (Premosello, n. 1961)
- Enrico Galiano, scrittore e insegnante italiano (Pordenone, n. 1977)
- Enrico Jacchia, scrittore, giornalista e politico italiano (Venezia, n. 1923 - Roma, † 2011)
- Enrico La Stella, scrittore e giornalista italiano (Solbiate Arno, n. 1926 - † 1999)
- Enrico Luceri, scrittore italiano (Roma, n. 1960)
- Enrico Morovich, scrittore e saggista italiano (Pecine, n. 1906 - Lavagna, † 1994)
- Enrico Palandri, scrittore italiano (Venezia, n. 1956)
- Enrico Pandiani, scrittore italiano (Torino, n. 1956)
- Enrico Panunzio, scrittore e poeta italiano (Molfetta, n. 1923 - Roma, † 2015)
- Enrico Pellegrini, scrittore italiano (Torino, n. 1971)
- Enrico Remmert, scrittore italiano (Torino, n. 1966)
- Enrico Rotelli, scrittore, giornalista e traduttore italiano (Schio, n. 1980)
- Enrico Santangelo, scrittore italiano (Pescara, n. 1963)
- Enrico Solito, scrittore italiano (Roma, n. 1954)
- Enrico Terracini, scrittore e poeta italiano (Genova, n. 1909 - Roma, † 1991)
- Yambo, scrittore, illustratore e regista italiano (Pisa, n. 1874 - Firenze, † 1943)

## Scultori(15)
- Enrico Astorri, scultore italiano (Piacenza, n. 1859 - † 1921)
- Enrico Barberi, scultore italiano (Bologna, n. 1850 - Bologna, † 1941)
- Enrico Braga, scultore italiano (Cantone Ticino, n. 1841 - † 1919)
- Enrico Butti, scultore italiano (Viggiù, n. 1847 - Viggiù, † 1932)
- Enrico Carmassi, scultore italiano (La Spezia, n. 1897 - Torino, † 1975)
- Enrico Cassi, scultore italiano (Cuasso al Monte, n. 1863 - Milano, † 1913)
- Enrico Chiaradia, scultore italiano (Caneva, n. 1851 - Caneva, † 1901)
- Enrico Manfrini, scultore e incisore italiano (Lugo, n. 1917 - Milano, † 2004)
- Enrico Mazzolani, scultore italiano (Senigallia, n. 1876 - Milano, † 1968)
- Enrico Merengo, scultore tedesco (Rheine - Venezia, † 1723)
- Enrico Pancera, scultore italiano (Caravaggio, n. 1882 - Milano, † 1971)
- Enrico Parnigotto, scultore italiano (Padova, n. 1908 - † 2000)
- Enrico Pazzi, scultore e museologo italiano (Ravenna, n. 1818 - Firenze, † 1899)
- Enrico Quattrini, scultore italiano (Collevalenza, n. 1864 - Roma, † 1950)
- Enrico Saroldi, scultore, incisore e medaglista italiano (Carmagnola, n. 1878 - Milano, † 1954)

## Sindacalisti(1)
- Enrico Dioli, sindacalista e politico italiano (Sondrio, n. 1948 - Calco, † 2025)

## Slittinisti(1)
- Enrico Graber, ex slittinista italiano (Valdaora, n. 1948)

## Sociologi(2)
- Enrico Menduni, sociologo e saggista italiano (Firenze, n. 1948)
- Enrico Pugliese, sociologo italiano (Castrovillari, n. 1942)

## Sollevatori(2)
- Enrico Pucci, sollevatore italiano (Fano, n. 1900)
- Enrico Astolfo Scuri, sollevatore e lottatore italiano (Corpi Santi di Pavia, n. 1868 - Pavia, † 1935)

## Sovrani(33)
- Enrico di Borbone-Francia, re francese (Parigi, n. 1820 - Lanzenkirchen, † 1883)
- Enrico VII di Lussemburgo, sovrano (Valenciennes, n. 1275 - Ponte d'Arbia, † 1313)
- Enrico I di Navarra, re (Pamplona, † 1274)
- Enrico II di Navarra, re (Sangüesa, n. 1503 - Hagetmau en Béarn, † 1555)
- Enrico Borwin I di Meclemburgo, sovrano tedesco († 1227)
- Enrico I di Sassonia, sovrano sassone (Memleben, n. 876 - Memleben, † 936)
- Enrico I d'Inghilterra, re inglese (Selby, n. 1068 - Lyons-la-Forêt, † 1135)
- Enrico I di Castiglia, re (Valladolid, n. 1204 - Palencia, † 1217)
- Enrico I di Francia, sovrano francese (Reims, n. 1008 - Vitry-aux-Loges, † 1060)
- Enrico II d'Inghilterra, re (Le Mans, n. 1133 - Chinon, † 1189)
- Enrico II il Santo, re e santo tedesco (Bad Abbach, n. 973 - Grona, † 1024)
- Enrico II di Castiglia, re spagnolo (Siviglia, n. 1332 - Santo Domingo de la Calzada, † 1379)
- Enrico II di Francia, re francese (Saint-Germain-en-Laye, n. 1519 - Parigi, † 1559)
- Enrico III d'Inghilterra, re (Winchester, n. 1207 - Londra, † 1272)
- Enrico III di Francia, re (Fontainebleau, n. 1551 - Saint-Cloud, † 1589)
- Enrico III il Nero, sovrano tedesco (n. 1016 - Bodfeld, † 1056)
- Enrico IV d'Inghilterra, re (Bolingbroke, n. 1367 - Westminster, † 1413)
- Enrico IV di Castiglia, re (Valladolid, n. 1425 - Madrid, † 1474)
- Enrico IV di Francia, re (Pau, n. 1553 - Parigi, † 1610)
- Enrico IV di Franconia, re (Goslar, n. 1050 - Liegi, † 1106)
- Enrico V d'Inghilterra, re (Monmouth, n. 1387 - Vincennes, † 1422)
- Enrico V di Franconia, re (n. 1081 - Utrecht, † 1125)
- Enrico VI di Svevia, sovrano (Nimega, n. 1165 - Messina, † 1197)
- Enrico VII d'Inghilterra, re britannico (Pembroke, n. 1457 - Richmond, † 1509)
- Enrico VII di Hohenstaufen, re tedesco (Palermo, n. 1211 - Martirano, † 1242)
- Enrico VIII d'Inghilterra, re inglese (Greenwich, n. 1491 - Londra, † 1547)
- Enrico III di Castiglia, re (Burgos, n. 1379 - Toledo, † 1406)
- Enrico Berengario Hohenstaufen, re (n. 1137 - Roma, † 1150)
- Enrico di Lussemburgo, sovrano lussemburghese (Betzdorf, n. 1955)
- Enrico d'Inghilterra, re (Londra, n. 1155 - Martel, † 1183)
- Enrico Stuart, re britannico (Leeds, n. 1545 - Edimburgo, † 1567)
- Enrico I di Cipro, sovrano cipriota (Nicosia, n. 1218 - Nicosia, † 1253)
- Enrico II di Cipro, re (n. 1271 - † 1324)

## Stilisti(1)
- Enrico Coveri, stilista, imprenditore e modello italiano (Prato, n. 1952 - Firenze, † 1990)

## Storici(10)
- Enrico Decleva, storico italiano (Milano, n. 1941 - Milano, † 2020)
- Enrico di Huntingdon, storico e religioso inglese (n. 1080 - † 1160)
- Enrico di Lettia, storico tedesco (Magdeburgo)
- Enrico Galavotti, storico italiano (Mirandola, n. 1971)
- Enrico Guidoni, storico italiano (Carrara, n. 1939 - Roma, † 2007)
- Enrico Menestò, storico italiano (Todi, n. 1946)
- Enrico Miletto, storico italiano (Torino, n. 1975)
- Enrico Noris, storico e cardinale italiano (Verona, n. 1631 - Roma, † 1704)
- Enrico Sappia, storico e giornalista italiano (Toetto di Scarena, n. 1833 - Nizza, † 1906)
- Enrico Serra, storico italiano (Modena, n. 1914 - Roma, † 2007)

## Storici dell'architettura(1)
- Enrico Mantero, storico dell'architettura italiano (Como, n. 1934 - Cernobbio, † 2001)

## Storici dell'arte(4)
- Enrico Castelnuovo, storico dell'arte italiano (Roma, n. 1929 - Torino, † 2014)
- Enrico Crispolti, storico dell'arte e critico d'arte italiano (Roma, n. 1933 - Roma, † 2018)
- Enrico Mauceri, storico dell'arte italiano (Siracusa, n. 1869 - Bologna, † 1966)
- Enrico Ridolfi, storico dell'arte italiano (Lucca, n. 1828 - Firenze, † 1909)

## Storici della filosofia(1)
- Enrico De Negri, storico della filosofia italiano (Carrara, n. 1902 - Pisa, † 1990)

## Storici della scienza(1)
- Enrico Bellone, storico della scienza e divulgatore scientifico italiano (Tortona, n. 1938 - Tortona, † 2011)

## Storici delle religioni(2)
- Enrico Montanari, storico delle religioni italiano (Roma, n. 1942)
- Enrico Norelli, storico delle religioni italiano (Grosseto, n. 1952)

## Tastieristi(2)
- Enrico Fontanelli, tastierista, compositore e produttore discografico italiano (Reggio nell'Emilia, n. 1977 - Reggio nell'Emilia, † 2014)
- Enrico Ghedi, tastierista, cantante e arrangiatore italiano (Brescia, n. 1966)

## Tenori(3)
- Enrico Caruso, tenore italiano (Napoli, n. 1873 - Napoli, † 1921)
- Enrico Di Giuseppe, tenore statunitense (Filadelfia, n. 1932 - Voorhees, † 2005)
- Enrico Tamberlik, tenore italiano (Roma, n. 1820 - Parigi, † 1889)

## Teologi(1)
- Enrico di Langenstein, teologo, astronomo e matematico tedesco (Langenstein, n. 1325 - Vienna, † 1397)

## Terroristi(1)
- Enrico Galmozzi, terrorista italiano (Sesto San Giovanni, n. 1951)

## Tiratori a segno(3)
- Enrico Forcella Pelliccioni, tiratore a segno venezuelano (n. 1907 - † 1989)
- Enrico Matteagi, tiratore a segno italiano (Treviso, n. 1970)
- Enrico Rabbachin, tiratore a segno italiano (Vigevano, n. 1943 - Mede, † 2024)

## Traduttori(3)
- Enrico Cicogna, traduttore italiano
- Enrico Dondi, traduttore e esperantista italiano (Catanzaro, n. 1935 - Roma, † 2011)
- Enrico Ganni, traduttore italiano (Milano, n. 1950 - Moncalieri, † 2020)

## Trombettisti(1)
- Enrico Rava, trombettista, compositore e scrittore italiano (Trieste, n. 1939)

## Trombonisti(1)
- Enrico Allavena, trombonista italiano

## Trovatori(1)
- Enrico I di Rodez, trovatore francese († 1221)

## Velisti(2)
- Enrico Chieffi, velista italiano (Anversa, n. 1963)
- Chico Forti, ex velista e produttore televisivo italiano (Trento, n. 1959)

## Velocisti(4)
- Enrico Demonte, velocista italiano (Genova, n. 1988)
- Enrico Perucconi, velocista italiano (Morazzone, n. 1925 - Morazzone, † 2020)
- Enrico Saraceni, velocista italiano (Chieti, n. 1964)
- Enrico Torre, velocista, lunghista e multiplista italiano (Bagni di Lucca, n. 1901 - Firenze, † 1975)

## Vescovi(1)
- Enrico II, vescovo (Roma, † 1289)

## Vescovi cattolici(24)
- Enrico Assi, vescovo cattolico italiano (Vimercate, n. 1919 - Cremona, † 1992)
- Enrico Cini, vescovo cattolico italiano (Alife, † 1598)
- Enrico dal Covolo, vescovo cattolico e teologo italiano (Feltre, n. 1950)
- Enrico Delle Carceri, vescovo cattolico italiano
- Enrico Bratislao III di Boemia, vescovo cattolico boemo (Boemia, n. 1137 - Cheb, † 1197)
- Enrico da Fucecchio, vescovo cattolico italiano
- Enrico da Sessa, vescovo cattolico italiano (Sessa - Como, † 1380)
- Enrico di Borgogna, vescovo cattolico svizzero († 1018)
- Enrico di Biburgo, vescovo cattolico tedesco (Biburg - † 1084)
- Enrico di Uppsala, vescovo cattolico e santo britannico (Inghilterra - Köyliö, † 1156)
- Enrico I di Augusta, vescovo cattolico tedesco (n. 923 - Capo Colonna, † 982)
- Enrico de la Tour-du-Pin, vescovo cattolico francese (n. 1296 - † 1328)
- Enrico II di Augusta, vescovo cattolico tedesco († 1063)
- Enrico di Gheldria, vescovo cattolico olandese († 1284)
- Enrico, vescovo cattolico italiano
- Guglielmo, vescovo cattolico italiano
- Enrico Grancarolo, vescovo cattolico italiano
- Enrico Loffredo, vescovo cattolico italiano (Napoli, n. 1507 - Trento, † 1547)
- Enrico Scarampi, vescovo cattolico italiano (Cortemilia - Feltre, † 1440)
- Enrico Solmi, vescovo cattolico italiano (Spilamberto, n. 1956)
- Enrico Trevisi, vescovo cattolico italiano (Asola, n. 1963)
- Enrico Verjus, vescovo cattolico e missionario italiano (Oleggio, n. 1860 - Oleggio, † 1892)
- Enrico Vialardi di Villanova, vescovo cattolico italiano (Casale Monferrato, n. 1631 - Mantova, † 1711)
- Enrico di Metz, vescovo cattolico francese (Lorena - Trento, † 1336)

## Vescovi luterani(1)
- Enrico Giulio di Brunswick-Lüneburg, vescovo luterano tedesco (Hessen am Fallstein, n. 1564 - Praga, † 1613)

## Violinisti(2)
- Enrico Gatti, violinista italiano (Perugia, n. 1955)
- Enrico Polo, violinista italiano (Parma, n. 1868 - Milano, † 1953)

## Violoncellisti(4)
- Enrico Bronzi, violoncellista e direttore d'orchestra italiano (Parma, n. 1973)
- Enrico Dindo, violoncellista e direttore d'orchestra italiano (Torino, n. 1965)
- Enrico Mainardi, violoncellista e compositore italiano (Milano, n. 1897 - Monaco di Baviera, † 1976)
- Enrico Melozzi, violoncellista, compositore e direttore d'orchestra italiano (Teramo, n. 1977)

## Zoologi(2)
- Enrico Giglioli, zoologo e antropologo italiano (Londra, n. 1845 - Firenze, † 1909)
- Enrico Tortonese, zoologo italiano (Torino, n. 1911 - Genova, † 1987)